# Municipio de Sullivan (Pensilvania)
El municipio de Sullivan (en inglés: Sullivan Township) es un municipio ubicado en el condado de Tioga en el estado estadounidense de Pensilvania. En el año 2000 tenía una población de 1.322 habitantes y una densidad poblacional de 12 personas por km².

## Geografía
El municipio de Sullivan se encuentra ubicado en las coordenadas 41°44′30″N 77°00′59″O / 41.74167, -77.01639.

## Demografía
Según la Oficina del Censo en 2000 los ingresos medios por hogar en la localidad eran de $36,350 y los ingresos medios por familia eran $38,500. Los hombres tenían unos ingresos medios de $26,780 frente a los $19,868 para las mujeres. La renta per cápita para la localidad era de $14,986. Alrededor del 12,2% de la población estaban por debajo del umbral de pobreza.